# Kleine Karpaten
De Kleine Karpaten (Slowaaks: Malé Karpaty) vormen een ongeveer 85 km lange, beboste bergketen in het westen van Slowakije. Ze vormen vanuit het westen gezien het begin van de boog van de Karpaten en strekken zich uit tussen Bratislava in het zuidwesten en Nové Mesto nad Váhom in het noordoosten. In het zuidoosten worden de Kleine Karpaten begrensd door het Donauheuvelland, in het noordwesten door het Bekken van Wenen. Verder naar het noorden (in het grensgebied met Tsjechië) zet de Karpatenboog zich voort in de Witte Karpaten, verder naar het oosten in de Westelijke Tatra.

## Geografie
De Kleine Karpaten beginnen bij de Devínska brána (Duits: Thebener Pforte) bij Devín, een stadsdeel van Bratislava. Ze worden er begrensd door het doorbraakdal van de Donau. Ten westen stroomt de Morava, een zijrivier van de Donau, langs de voet van de Kleine Karpaten. Het oosten van de Kleine Karpaten watert af naar de Váh, een andere zijrivier van de Donau. De Kleine Karpaten worden in het noorden van de Witte Karpaten gescheiden door het dal van de rivier de Myjava.
De hoogste top van de Kleine Karpaten is de Záruby (768 meter).
Toerisme in het gebied bestaat vooral uit wandelaars. De Europese Wandelroute E8 loopt over de kam van de Kleine Karpaten. De zuidoostelijke flanken worden gebruikt voor de wijnbouw. In de Kleine Karpaten liggen een aantal kastelen en kasteelruïnes, zoals de burcht van Čachtice, de burcht Červený Kameň en de burcht van Devín.

### Onderverdeling
Van zuid naar noord:
- Devínske Karpaty (in Bratislava)
- Pezinské Karpaty (van Bratislava tot aan Buková in het noorden)
- Brezovské Karpaty (tussen Buková en Prašník)
- Čachtické Karpaty (tussen Prašník en Nové Mesto nad Váhom)